# Kristian Pilipović
Kristian Pilipović (Đakovo, 10. prosinca 1994.), hrvatski rukometni reprezentativac. Nastupao je i za reprezentaciju Austrije   na svjetskom prvenstvu 2019. godine a za Hrvatsku je debitirao na europskom prvenstvu 2022. 
Rodio se u Đakovu. Seniorsku karijeru počeo je u Austriji.

## Vanjske poveznice
- Sportalo  Arhivirana inačica izvorne stranice od 28. siječnja 2019. (Wayback Machine) Kristian Pilipović više nije član Nexea